# Градишка (субрегіон)
Градишка (серб. Субрегија Градишка) — субрегіон в рамках регіону Баня-Лука в Республіці Сербській, що входить до складу Боснії і Герцеговини.

## Географія
Субрегіон Градишка розташований на півночі країни, утворюючи північну частину регіону Баня-Лука. Адміністративним центром регіону є місто Градишка (раніше Босанська-Градишка).
Включає 2 громади (серб. општина):
- Громада Градишка — м. Градишка,
- Громада Србац — м. Србац.